# فورته ایجنت
فورته ایجنت (انگلیسی: Forté Agent) شرکت نرم‌افزار آمریکایی است، که در سال ۱۹۹۴ تأسیس شد.